# Lac de Reynerie
Pour les articles homonymes, voir Bellefontaine.
Le parc Bellefontaine ou plus simplement Bellefontaine est un parc situé dans le quartier Bellefontaine de Toulouse. Il ne doit pas être confondu avec le parc de Reynerie, qui désigne spécifiquement l'ancien jardin à la française enclavé dans le parc Bellefontaine.
Le lac fait environ 200 mètres de long sur 100 mètres de large. Le lac se situe au cœur du quartier et est entouré par le parc de Reynerie. Le lac a eu des travaux qui ont fini en 2024 afin d'avoir une base nautique.